# Potápka Clarkova
Potápka Clarkova (Aechmophorus clarkii) je druh potápky, který se vyskytuje na v Severní a Střední Americe.

## Systematika
Druh formálně popsal americký ornitolog George Newbold Lawrence v roce 1858. Rozeznávají se následující dva poddruhy s tímto rozšířením:
- A. c. transitionalis Dickerman, 1986 – Kanada, Spojené státy americké.
- A. c. clarkii (Lawrence, 1858) – Mexiko.

Až do 80. let byla potápka Clarkova považována za barevnou morfu potápky západní (Aechmophorus occidentalis), moderní taxonomie je však považuje za samostatné druhy. Potápka Clarkova je oproti potápce západní o něco světlejší s bělejším zbarvením boků a hřbetu. Potápka Clarkova a potápka západní se většinou nekříží, avšak v případě křížení produkují plodné potomky.

## Popis
Jedná se o útlou, vysokou potápku o délce těla 55–75 cm. Rozpětí křídel sahá k 82 cm, váha se pohybuje mezi 0,7–1,7 kg. Temeno je nápadně černé. Tato černá barva nesahá až k oku, jako u potápky západní, ale je od oka oddělena bílým opeřením. Od temena hlavy přes zadní část tenkého dlouhého krku po hřbet se táhne černý tenký proužek, zbytek hlavy a krku je čistě bílý. Hřbet je šedobílý. Duhovky jsou červené, zobák oranžovo-hnědý.

## Výskyt a stanoviště
Vyskytuje se v západní oblasti Spojených států amerických, jižní Kanadě a Mexiku. Americké a kanadské populace jsou tažné, zimu tráví podél pacifického pobřeží. Hnízdní habitat utváří sladkovodní plochy jezer, rybníků a nádrží. Mexická populace je stálá. Celková početnost potápky Clarkovy se odhaduje na 7–14 tisíc dospělců.

## Biologie a chování

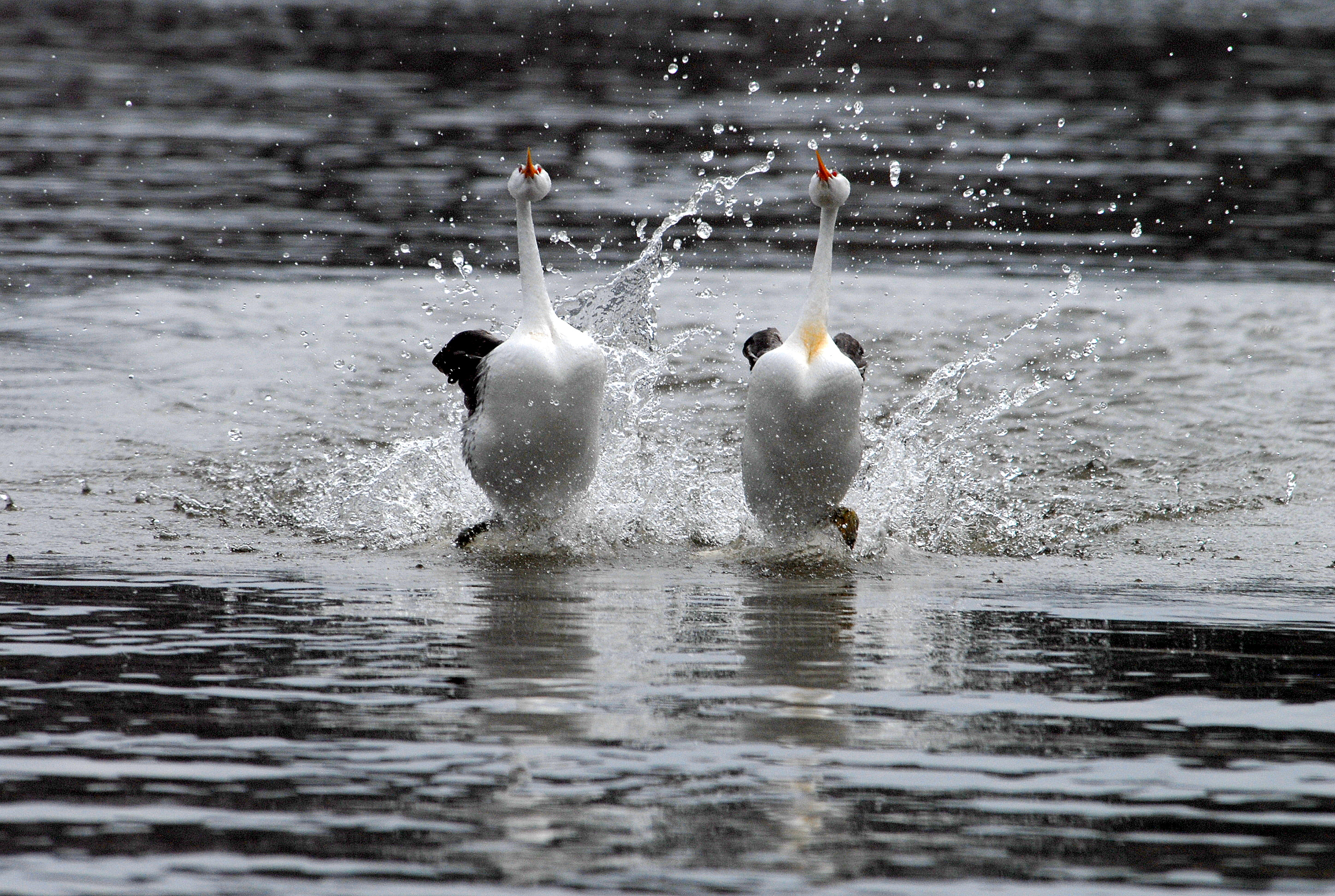
Běhání po vodě potápek Clarkových

Potápka Clarkova létá jen vzácně, většinou pouze v době tahu. K zahnízdění dochází v mělkých částech velkých vodních ploch ve vodní vegetaci, jako jsou rákosiny nebo sítinovité rostliny. Hnízdí v koloniích, které čítají i stovky i tisíce hnízd. Samotnému zahnízdění předchází nápadné námluvní rituály zahrnující ponořování zobáků do vody, předávání ryb samcem samici aj. Vrcholem námluv je běhání po vodě, kdy samec a samice s částečně nataženými křídly rychle běhají po vodě s těly těsně vedle sebe a s nataženými krky, podobně jako to provádí potápky západní.
Na stavbě hnízda se podílí oba partneři. Samice klade 2–4 vejce. Inkubace trvá kolem 23 dní. Podobně jako ptáčata potápky západní, i ptáčata potápky Clarkovy nemají horní část těla pruhovanou, jako je tomu běžné u ptáčat jiných druhů potápek, ale spíše světle jednobarevnou. Po skončení hnízdění se potápky Clarkovy přesouvají na okolní vodní plochy, kde dochází ke každoročnímu pelichání. Během tohoto období jsou potápky Clarkovy nelétavé. Tažné populace po nárůstu nových letek migrují na pacifické pobřeží do estuárů a chráněných zálivů. Primárním zdrojem obživy jsou ryby, jídelníček si zpestřují korýši, mořskými červy, kobylkami a různým vodním hmyzem včetně larev.